# Limnophila (Limnophila) nemorivaga
Limnophila (Limnophila) nemorivaga is een tweevleugelige uit de familie steltmuggen (Limoniidae). De soort komt voor in het Neotropisch gebied.